# روبرت إسحاق
روبرت إسحاق (بالإنجليزية: Robert Isaac)‏ هو لاعب كرة قدم بريطاني في مركز الدفاع، ولد في 30 نوفمبر 1965 في Hackney Central ‏ في المملكة المتحدة. لعب مع تشيلسي.

## وصلات خارجية
- روبرت إسحاق على موقع قاعدة بيانات كرة القدم.إي يو (الإنجليزية)